# Bibliografia sobre Madonna
Esta é uma lista que reúne diversas obras escritas sobre Madonna, abrangendo desde biografias até outros formatos literários. Muitos autores escreveram mais de um livro sobre Madonna e foram publicados em vários idiomas além do inglês, incluindo alemão, francês, holandês, espanhol e italiano. Alguns dos lançamentos se tornaram best-sellers e foram analisados por diversos críticos e acadêmicos. Segundo a equipe da Xtra Magazine, Madonna "inspirou um nicho editorial próprio". Maura Johnston afirmou que há um grande interesse por livros sobre a cantora, e a diversidade de perspectivas adotadas por escritores, editores e fotógrafos ao criar suas obras reflete o impacto inspirador e provocativo de sua carreira. Eric Weisbard notou que, em contraste com outros artistas contemporâneos dos anos 1980, "apenas os livros sobre Madonna proliferaram". Evelyn Briceno, do La Tercera, descreveu Madonna como uma figura merecedora de biografias, coleções fotográficas e diversas abordagens analíticas.
O crítico Paul Northup destacou que escritores e acadêmicos renomados têm analisado incansavelmente a carreira de Madonna desde sua ascensão nos anos 1980. Rodrigo Fresán afirmou em 2008 que, apesar das mudanças ao longo dos anos, o interesse por Madonna permanece constante. Em 2018, J. Randy Taraborrelli ressaltou sua dedicação contínua, afirmando que escreve sobre a cantora há 35 anos. Robert Miklitsch, professor associado da Universidade de Ohio, afirma que a literatura sobre a mesma é "extensa". Já Stephen Brown, da Universidade de Ulster, descreve essa produção como "quase alucinante em sua abundância". Pamela Church Gibson, da Universidade das Artes de Londres, apontou em Fashion and Celebrity Culture (2013) que existe "uma verdadeira biblioteca de literatura disponível" sobre Madonna.
Entre as biografias publicadas sobre a cantora, estão: Madonna: An Intimate Biography (2002) de Taraborrelli, Madonna (2001) por Andrew Morton, Madonna: Like an Icon (2007) por Lucy O'Brien, Madonnaland (2016) por Alina Simone, Life with My Sister Madonna (2008) por Christopher Ciccone e Madonna: Bawdy and Soul (1997) por Karlene Faith. A biografia escrita por Morton recebeu críticas da própria Madonna. Além disso, a cantora se opôs ao lançamento do livro de Ciccone, o que resultou em um distanciamento entre os irmãos.

## Obras em língua inglesa

### Década de 1980
| Título                            | Ano  | Autor(res)             | Editora                 | Páginas | Identificadores                      | Notas                                                                                                | Ref(s).       |
| --------------------------------- | ---- | ---------------------- | ----------------------- | ------- | ------------------------------------ | --- | ------------- |
| Madonna: Lucky Star               | 1985 | Michael Mackenzie      | Olympic Marketing Corp  | 94      | ISBN 978-0-809-25233-6               | A biografia centra-se na infancia de Madonna.                                                        | [ 13 ]        |
| Madonna                           | 1985 | Philip Kamin           | Hal Leonard Corporation | 48      | ISBN 978-0-863-59283-6               | Livro de fotografias que contém imagens da turnê The Virgin Tour.                                    | [ 14 ]        |
| Madonna!                          | 1985 | Mark Bego              | Pinnacle Books          | 189     | ISBN 978-0-523-42576-4 OCLC 12155379 | Bego aborda a vida de Madonna em Detroit e na cidade de Nova Iorque.                                 | [ 15 ] [ 16 ] |
| Madonna                           | 1985 | Anton Rush             | Anabas Books            | 28      | ISBN 978-1-850-99011-6               | Livro de tabuleiro que contém a biografia de Madonna em imagens.                                     | [ 17 ]        |
| Holiday with Madonna              | 1985 | Gordon Matthews        | Simon & Schuster        | 63      | ISBN 978-0-671-60375-5               | Matthews analisa Madonna como uma artista emergente no cenário musical.                              | [ 18 ]        |
| Madonna                           | 1986 | Keith Elliot Greenberg | Lerner Publishing Group | 40      | ISBN 978-0-822-51606-4               | O autor descreve como Madonna alcançou a fama e suas aparições em videoclipes e filmes.              | [ 19 ]        |
| Madonna: An Illustrated Biography | 1988 | Debbi Voller           | Omnibus Press           | 96      | ISBN 978-0-711-91466-7 OCLC 26299920 | Livro ilustrado que analisa o impacto de Madonna na moda, uma outra versão foi lançada em 1992.      | [ 20 ]        |
| Madonna: The Biography            | 1989 | Robert Matthew-Walker  | Pan Books               | 160     | ISBN 978-0-330-31482-4 OCLC 26313419 | Biografia que destaca a habilidade comercial da cantora e aborda seu casamento com o ator Sean Penn. | [ 21 ]        |

### Década de 1990
| Título | Ano  | Autor(res)              | Editora                         | Páginas | Identificadores                        | Notas | Ref(s).       |
| --- | ---- | ----------------------- | ------------------------------- | ------- | -------------------------------------- | --- | ------------- |
| Madonna in Her Own Words                                                                                     | 1990 | Mick St. Michael        | Omnibus Press                   | 128     | ISBN 978-0-711-92139-9 OCLC 231428597  | Inclui declarações diretas da cantora sobre sua trajetória. Uma edição em alemão foi publicada em 1991 pela editora Goldmann, sob o título Madonna: Selbstbekenntnisse. Outras duas edições foram lançadas posteriormente, em 1999 e 2004.                          | [ 22 ]        |
| Madonna | 1991 | Marie Cahill            | Gallery Books                   | 96      | ISBN 978-0-831-75705-2 OCLC 51354378   | Relata a trajetória musical e cinematográfica de Madonna, incluindo seu casamento com Sean Penn e suas turnês. Uma edição alternativa foi publicada em 1992 pela Omnibus Press, seguida por uma versão em espanhol em 1993, traduzida por Silvia Rodríguez Díaz.    | [ 23 ]        |
| Madonna: Unauthorized                                                                                        | 1991 | Christopher Andersen    | Simon & Schuster                | 350     | ISBN 978-0-671-73532-6 OCLC 1036695644 | Apresenta depoimentos de familiares, amigos, ex-namorados de Madonna. Uma versão dinamarquesa foi lançada em 1991 e uma reimpressão em 1992. | [ 24 ]        |
| Like a Virgin: Madonna Revealed                                                                              | 1991 | Douglas Thompson        | Blake Publishing                | 240     | ISBN 978-1-856-85009-4 OCLC 243771799  | Detalha os relacionamentos pessoais da cantora. Uma edição alternativa foi publicada em 1992, sob o título de Madonna Revealed: The Unauthorized Biography. | [ 25 ]        |
| Madonna Superstar: Photographs                                                                               | 1991 | Karl Lagerfeld          | W. W. Norton & Company          | 93      | ISBN 978-0-393-30766-5 OCLC 317360827  | Livro de fotografias sobre a carreira de Madonna, abrangendo desde o lançamento de seu primeiro álbum até o final de 1987. | [ 26 ]        |
| Madonna: Her Complete Story An Unauthorized Biography                                                        | 1991 | David James             | Publications International Ltd. | 80      | ISBN 978-0-451-82246-8 OCLC 24634651   | Apresenta uma coleção de fotografias exclusivas e inéditas. | [ 27 ]        |
| Madonna: The Book                                                                                            | 1992 | Norman King             | William Morrow and Company      | 256     | ISBN 978-0-688-11916-4 OCLC 236051812  | Inclui declarações de acadêmicos sobre Madonna. | [ 28 ]        |
| The Madonna Scrapbook                                                                                        | 1992 | Lee Randall             | Carol Publishing Group          | 220     | ISBN 978-0-806-51297-6 OCLC 471015357  | Scrapbook que contém imagens de concertos da cantora, capas de álbuns e revistas. | [ 29 ]        |
| Madonna Illustrated                                                                                          | 1992 | Tim Riley               | Hyperion Books                  | 112     | ISBN 978-1-562-82983-4 OCLC 25832167   | Reúne mais de 100 fotografias acompanhadas por anedotas do autor. | [ 30 ]        |
| Madonna: The Style Book                                                                                      | 1992 | Debbie Voller           | Omnibus Press                   | 94      | ISBN 978-0-711-92771-1 OCLC 877696147  | Explora a evolução do estilo de Madonna, desde os primeiros anos de sua carreira até trajes mais refinados. Uma outra edição foi publicada em 1999, abrangendo os visuais da era do álbum Ray of Light.                                                             | [ 22 ] [ 31 ] |
| Madonna: Blonde Ambition                                                                                     | 1992 | Mark Bego               | Harmony Books                   | 308     | ISBN 978-0-517-58242-8 OCLC 1036676119 | Bego realizou entrevistas pessoais com Madonna e seus amigos próximos para compor o livro. A acadêmica e crítica social norte-americana Camille Paglia descreveu a obra como "a mais sólida entre as várias biografias [de Madonna]" em seu livro Vamps and Tramps. | [ 16 ] [ 32 ] |
| The Madonna Connection                                                                                       | 1993 | Cathy Schwichtenberg    | Westview Press                  | 352     | ISBN 978-0-813-31396-2                 | Coleção de ensaios sobre Madonna. | [ 33 ]        |
| Madonnarama: Essays on Sex and Popular Culture                                                               | 1993 | Lisa Frank Paul Smith   | Cleis Press                     | 200     | ISBN 978-0-939-41671-4                 | Margot Mifflin, da Entertainment Weekly, elogiou Madonnarama, afirmando que, "com um mínimo de autoindulgência, o livro analisa de forma inteligente a política complexa [da cantora]".                                                                             | [ 34 ]        |
| Desperately Seeking Madonna: In Search of the Meaning of the World's Most Famous Woman                       | 1993 | Adam Sexton             | Delta Publishing Inc            | 316     | ISBN 978-0-385-30688-1 OCLC 843023870  | Aborda o impacto cultural de Madonna. | [ 35 ]        |
| Madonna: The Early Days                                                                                      | 1993 | Michael MacKenzie       | Worldwide Televideo Enterprise  | 95      | ISBN 978-0-963-85193-2 OCLC 30361607   | Livro ilustrado que apresenta 65 fotografias de Madonna e seus amigos durante os primeiros anos de sua trajetória. | [ 36 ]        |
| I Dream of Madonna: Women's Dreams of the Goddess of Pop                                                     | 1993 | Kay Turner              | HarperCollins                   | 127     | ISBN 978-0-002-55257-8 OCLC 679573080  | Livro que reúne a opinião de 50 mulheres sobre Madonna, complementados por colagens criadas por David Kolwyck. | [ 37 ]        |
| Madonna Speaks                                                                                               | 1993 | Mike Fleiss             | Tribune Publishers              | 122     | ISBN 978-0-941-26383-2 OCLC 29211009   | Livro com citações de Madonna. | [ 38 ]        |
| Madonna Megastar: Photographs 1988–1993                                                                      | 1994 | Camille Paglia          | Schirmer Books                  | 136     | ISBN 978-3-888-14194-2 OCLC 69107469   | Livro de fotografias acompanhadas por anedotas da autora. | [ 39 ]        |
| Encyclopedia Madonnica                                                                                       | 1995 | Matthew Rettenmund      | St. Martin's Griffin            | 207     | ISBN 978-0-312-11782-5 OCLC 925163745  | Compilação estruturada no formato de enciclopédia, abrangendo todos os aspectos da vida de Madonna, incluindo sua carreira musical, relacionamentos pessoais, atuações em filmes e publicações literárias. Uma nova edição foi lançada em 2015.                     | [ 40 ]        |
| Material Girls: Making Sense of Feminist Cultural Theory                                                     | 1995 | Suzanna Danuta Walters  | University of California Press  | 221     | ISBN 978-0-520-08978-5 OCLC 248867895  | Tem como foco Madonna, Murphy Brown e Thelma & Louise, contendo diversos estudos de caso. | [ 41 ]        |
| Madonna: Her Story                                                                                           | 1996 | Michael MacKenzie       | Music Sales Group               | 96      | ISBN 978-0-711-91181-9 OCLC 242525360  | O autor inicia a biografia com uma de suas recordações favoritas sobre Madonna. | [ 36 ]        |
| Guilty Pleasures: Feminist Camp from Mae West to Madonna                                                     | 1996 | Pamela Robertson        | Duke University Press           | 208     | ISBN 978-0-822-31748-7 OCLC 1022823955 | Estudo analítico sobre o desempenho feminino e a interação com o público. | [ 42 ]        |
| Madonna: Bawdy and Soul                                                                                      | 1997 | Karlene Faith           | University of Toronto Press     | 226     | ISBN 978-0-802-08063-9 OCLC 1011440319 | Estudo sobre Madonna sob uma perspectiva feminista. | [ 43 ]        |
| Madonna: The Ultimate Compendium of Interviews, Articles, Facts and Opinions From the Files of Rolling Stone | 1997 | Barbara O'Dair          | Hyperion Books                  | 272     | ISBN 978-0-786-88154-3 OCLC 906726278  | Seleção de artigos publicados até o lançamento de Evita (1996). | [ 44 ] [ 45 ] |
| The Complete Guide to the Music of Madonna                                                                   | 1998 | Rikky Rooksby           | Omnibus Press                   | 130     | ISBN 978-0-711-96311-5 OCLC 473178131  | Todas as canções gravadas por Madonna foram analisadas pelo autor, que publicou uma edição atualizada em 2004. | [ 46 ]        |
| The Madonna Companion: Two Decades of Commentary                                                             | 1999 | Allan Metz Carol Benson | Schirmer Books                  | 312     | ISBN 978-0-028-64972-6 OCLC 924775066  | Compilação de textos jornalísticos e estudos acadêmicos sobre a artista. | [ 47 ]        |

### Década de 2000
| Título                                                                     | Ano  | Autor(res)                                 | Editora                       | Páginas | Identificadores                        | Notas | Ref(s).              |
| -------------------------------------------------------------------------- | ---- | ------------------------------------------ | ----------------------------- | ------- | -------------------------------------- | --- | -------------------- |
| Madonna: An Intimate Biography                                             | 2001 | J. Randy Taraborrelli                      | Simon & Schuster              | 416     | ISBN 978-1-416-58346-2 OCLC 1036701525 | Elogiado por veículos como o The Birmingham Post e o London Evening Standard, o livro ganhou versões atualizadas em 2002, 2007, 2008 e 2018.                                                                                                | [ 48 ] [ 49 ] [ 50 ] |
| Goddess: Inside Madonna                                                    | 2001 | Barbara Victor                             | HarperCollins                 | 432     | ISBN 978-0-060-19930-2 OCLC 50446330   | O autor visitou lugares marcantes na vida de Madonna e conversou com seus familiares e amigos. | [ 51 ] [ 52 ]        |
| Madonna: Queen of the World                                                | 2001 | Douglas Thompson                           | John Blake Publishing         | 290     | ISBN 978-1-904-03410-0 OCLC 473057768  | O autor entrevistou antigos amigos de Madonna e explorou sua relação com o pai. | [ 53 ]               |
| Maximum Madonna: The Unauthorized Biography of Madonna                     | 2001 | Tim Footman                                | Chrome Dreams                 | 8       | ISBN 978-1-842-40012-8 OCLC 43669528   | Gravado na Echo Base, em New Malden, Surrey, o audiolivro foi narrado por Laurel Lyko. | [ 54 ]               |
| Madonna                                                                    | 2002 | Andrew Morton]]                            | St. Martin's Press            | 256     | ISBN 978-1-854-79432-1 OCLC 49043729   | A obra explora as ambições, os relacionamentos e o estilo de vida de Madonna, fundamentada em depoimentos de cerca de 70 pessoas que a conheceram na juventude. Madonna criticou a atitude de Morton ao contatá-las.                        | [ 55 ] [ 56 ] [ 57 ] |
| Madonna as Postmodern Myth                                                 | 2002 | Georges Claude Guilbert                    | McFarland & Company           | 264     | ISBN 978-0-786-41408-6 OCLC 907004351  | Abordagem sobre a importância cultural de Madonna e de como ela conquistou admiradores ao redor do mundo. | [ 58 ] [ 59 ]        |
| Madonna Style                                                              | 2002 | Carol Clerk                                | Music Sales Group             | 175     | ISBN 978-0-711-98874-3 OCLC 882730611  | Explora os momentos memoráveis da carreira de Madonna, sua expressão da sexualidade, os desafios com o catolicismo e sua visão sobre a maternidade.                                                                                         | [ 60 ]               |
| Madonna in Art                                                             | 2004 | Mem Mehmet                                 | Chaucer Press                 | 192     | ISBN 978-1-904-95700-3 OCLC 474920267  | Imagens da cantora transformadas em arte por mais de cem artistas, entre os quais Andrew Logan, Sebastian Krüger, Al Hirschfeld e Peter Howson.                                                                                             | [ 61 ]               |
| Madonna's Drowned Worlds: New Approaches to Her Cultural Transformations   | 2004 | Santiago Fouz-Hernández Freya Jarman-Ivens | Ashgate Publishing            | 223     | ISBN 978-0-754-63372-3 OCLC 999614528  | Exploração de temas variados, incluindo sexualidade, identidade étnica e a influência da cultura de celebridades, tendo como base a obra e trajetória de Madonna.                                                                           | [ 62 ]               |
| Madonna: Inspirations                                                      | 2005 | Essential Works                            | Andrews McMeel Publishing     | 160     | ISBN 978-0-825-67289-7 OCLC 941231650  | Citações e declarações de Madonna acompanhadas de interpretações sobre sua obra. | [ 63 ]               |
| Madonna: A Biography                                                       | 2007 | Mary Cross                                 | Greenwood Publishing Group    | 152     | ISBN 978-0-313-33811-3 OCLC 77575080   | O New York Post classificou a biografia como uma "síntese breve e objetiva da trajetória" de Madonna. | [ 64 ]               |
| Madonna: Like an Icon                                                      | 2007 | Lucy O'Brien                               | Bantam Press                  | 432     | ISBN 978-0-060-89899-1 OCLC 226112145  | A autora fez uma análise aprofundada da discografia de Madonna, enriquecida por entrevistas com músicos e produtores que participaram da criação de seus álbuns.                                                                            | [ 65 ]               |
| Madonna: Express Yourself                                                  | 2007 | Carol Gnojewski                            | Enslow Publishers             | 160     | ISBN 978-0-766-02442-7 OCLC 71005751   | A obra destaca os primeiros anos da vida de Madonna, antes de sua mudança para Nova Iorque. | [ 66 ]               |
| A Girl Called Madonna                                                      | 2007 | Peter Robinson                             | The Friday Project Limited    | 48      | ISBN 978-1-905-54881-1 OCLC 155689066  | Narrativa biográfica apresentada em formato de animação, com ilustrações de David Whittle. | [ 67 ]               |
| From Mae to Madonna: Women Entertainers in Twentieth-Century America       | 2008 | June Sochen                                | University Press of Kentucky  | 256     | ISBN 978-0-813-19199-7 OCLC 901100306  | O autor analisa a influência histórica das mulheres no entretenimento e na cultura americana, abrangendo também figuras mitológicas como Eva, Maria e Lilith.                                                                               | [ 68 ]               |
| Life with My Sister Madonna                                                | 2008 | Christopher Ciccone                        | Simon Spotlight Entertainment | 352     | ISBN 978-1-416-58762-0 OCLC 883801605  | Obra biográfica escrita pelo irmão de Madonna, explorando sua trajetória, infância e colaboração artística com a cantora. Recebeu avaliações negativas, com o The Guardian descrevendo-a como um "livro memórias marcado pela adversidade". | [ 69 ]               |
| Madonna v Guy: The Inside Story of the Most Sensational Divorce in Showbiz | 2009 | Douglas Thompson                           | John Blake Publishing         | 288     | ISBN 978-1-844-54791-3 OCLC 424607623  | Retrata a trajetória de Madonna ao lado de seu segundo marido, Guy Ritchie, desde o casamento em 2000 até os eventos que culminaram na separação em 2008.                                                                                   | [ 53 ]               |

### Década de 2010
| Título                                                                                | Ano  | Autor(res)                     | Editora                       | Páginas | Identificadores                        | Notas | Ref(s).       |
| ------------------------------------------------------------------------------------- | ---- | ------------------------------ | ----------------------------- | ------- | -------------------------------------- | --- | ------------- |
| Madonna: Entertainer                                                                  | 2010 | Hal Marcovitz                  | Chelsea House Publications    | 125     | ISBN 978-1-604-13859-7 OCLC 908389425  | Acompanha a trajetória de Madonna até o lançamento da coletânea Celebration. | [ 70 ]        |
| Are You My Guru?: How Medicine, Meditation & Madonna Saved My Life                    | 2010 | Wendy Shanker                  | New American Library          | 304     | ISBN 978-0-451-22994-6 OCLC 883359217  | A autora compartilhou sua experiência ao enfrentar a granulomatose com poliangiite, uma rara doença autoimune, destacando como Madonna foi uma fonte de inspiração para manter a esperança. | [ 71 ]        |
| Female Force: Madonna                                                                 | 2011 | C.W. Cooke Fred Grivaud        | Bluewater Productions         | 32      | ISBN 978-1-450-76678-4 OCLC 721823584  | História em quadrinhos sobre a trajetória de Madonna. | [ 72 ] [ 73 ] |
| Not About Madonna: My Little Pre-Icon Roommate and Other Memoirs                      | 2011 | Whit Hill                      | Heliotrope Books              | 282     | ISBN 978-0-983-29400-9 OCLC 759406306  | Uma parte significativa da obra aborda as lembranças pessoais do autor e sua amizade com Madonna durante a época em que estudavam na Universidade de Michigan.                              | [ 74 ]        |
| Madonna and Me: Women Writers on the Queen of Pop                                     | 2012 | Laura Barcella Jessica Valenti | Soft Skull Press              | 272     | ISBN 978-1-593-76429-6 OCLC 779828857  | Discutiu a influência de Madonna e o impacto de sua trajetória na vida de mais de 40 mulheres, destacando também sua contribuição ao movimento feminista.                                   | [ 75 ]        |
| My Madonna: My Intimate Friendship with the Blue Eyed Girl on her Arrival in New York | 2012 | Norris W. Burroughs            | Whimsy Literary Agency LLC    | 124     | ISBN 978-0-988-41360-3 OCLC 920474568  | Livro de memórias sobre o relacionamento do autor com Madonna, quando era uma dançarina de 19 anos.                                                                                         | [ 76 ]        |
| Madonna: Biography of the World's Greatest Pop Singer                                 | 2012 | Karen Lac                      | Hyperion Books                | 28      | ISBN 978-1-614-64619-8 OCLC 968100386  | A biografia começa com a declaração de Madonna em 1984, onde expressou seu desejo de "dominar o mundo", e explora como ela concretizou essa ambição ao longo de sua carreira.               | [ 77 ]        |
| Cherish: Madonna, Like an Icon                                                        | 2013 | David Foy                      | Ivy Press                     | 160     | ISBN 978-1-908-00567-0 OCLC 938134877  | Compilação com mais de 150 fotografias. | [ 78 ]        |
| FAME: Madonna: A Graphic Novel                                                        | 2013 | C.W. Cooke                     | Bluewater Productions         | 40      | ISBN 978-1-467-50268-9 OCLC 939614885  | O lançamento integrou a coleção de quadrinhos intitulada "Fame". | [ 79 ]        |
| Madonna: Ambition. Music. Style                                                       | 2014 | Caroline Sullivan              | Carlton Publishing Group      | 256     | ISBN 978-1-780-97563-4 OCLC 883870187  | Retrospectiva visual dos momentos marcantes da carreira de Madonna, publicada em celebração ao 30º aniversário de Like a Virgin, seu segundo álbum de estúdio.                              | [ 80 ]        |
| The Mammoth Book of Madonna                                                           | 2015 | Michelle Morgan                | Running Press Adult           | 512     | ISBN 978-0-762-45621-5 OCLC 1023242304 | Conversas, análises e reflexões sobre a trajetória de Madonna. | [ 81 ]        |
| Madonnaland                                                                           | 2016 | Alina Simone                   | University of Texas Press     | 138     | ISBN 978-0-292-75946-6 OCLC 990816619  | Biografia da cantora acompanhada por uma análise do autor sobre música e a cultura pop. | [ 82 ] [ 83 ] |
| Madonna: Nudes +                                                                      | 2017 | Martin H. M. Schreiber         | ACC Publishing Group          | 80      | ISBN 978-1-851-49849-9 OCLC 988944134  | Fotografias de Madonna nua feitas por Schreiber, publicadas na revista Playboy em 1985, o livro trouxe imagens inéditas do fotógrafo.                                                       | [ 84 ] [ 85 ] |
| The Madonna of Bolton                                                                 | 2018 | Matt Cain                      | United Authors Publishing Ltd | 416     | ISBN 978-1-783-52618-5 OCLC 1013942370 | O livro conta a história de Charlie Matthews, que se apaixona por Madonna ao completar nove anos.                                                                                           | [ 86 ] [ 87 ] |

### Década de 2020
| Título                | Ano  | Autor(res)   | Editora                 | Páginas | Identificadores                        | Notas                | Ref(s). |
| --------------------- | ---- | ------------ | ----------------------- | ------- | -------------------------------------- | -------------------- | ------- |
| Madonna: A Rebel Life | 2023 | Mary Gabriel | Little, Brown & Company | 880     | ISBN 978-0-316-45647-0 OCLC 1401055687 | Biografia detalhada. | [ 88 ]  |

## Obras em outros idiomas
| Título                                                              | Ano  | Autor(res)                                          | Editora                 | Idioma     | Páginas | Identificadores                       | Notas | Ref(s). |
| ------------------------------------------------------------------- | ---- | --------------------------------------------------- | ----------------------- | ---------- | ------- | ------------------------------------- | --- | ------- |
| Lady Madonna                                                        | 1986 | Guy Abitan Danièle Abitan                           | Éditions Charles Corlet | Francês    | 66      | ISBN 978-2-864-18290-0 OCLC 469376599 | — | [ 89 ]  |
| Madonna                                                             | 1987 | Julia Edenhofer                                     | Bastei Lübbe            | Alemão     | 204     | ISBN 978-3-404-61113-3 OCLC 74953215  | Explora a vida de Madonna e a reinvenção de sua imagem.                                                                                  | [ 90 ]  |
| Popdossier Madonna                                                  | 1987 | Alfred Bos Tom Engelshoven Stan Rijven              | Loeb Uitgevers          | Neerlandês | 143     | ISBN 978-9-062-13730-5 OCLC 64714088  | — | [ 91 ]  |
| Madonna                                                             | 1989 | Elia Perboni                                        | Targa Italiana Editore  | Italiano   | 163     | ISBN 978-8-871-11026-4 OCLC 23120568  | Dedicado à análise crítica da música de Madonna.                                                                                         | [ 92 ]  |
| Das Madonna Phänomen                                                | 1993 | Diedrich Diederichsen                               | KleinVerlag             | Alemão     | 117     | ISBN 978-3-922-93009-9 OCLC 243734860 | Centra-se na percepção pública e na notoriedade da artista.                                                                              | [ 93 ]  |
| Madonna                                                             | 1993 | Leo Tassoni                                         | Icaria Editorial        | Espanhol   | 159     | ISBN 978-8-474-26207-0 OCLC 806506635 | — | [ 94 ]  |
| Nainen populaarikulttuurissa: Madonna ja The immaculate collection  | 1994 | Tuija Modinos                                       | University of Jyväskylä | Finlandês  | 124     | ISBN 978-9-513-40277-8 OCLC 58126204  | Análises críticas direcionadas a Madonna e a outras mulheres na esfera da cultura popular.                                               | [ 95 ]  |
| Madonna, érotisme et pouvoir                                        | 1994 | Michel Dion Jean Baudrillard                        | Éditions Kimé           | Francês    | 132     | ISBN 978-2-908-21294-5 OCLC 655141044 | Os autores exploraram a temática do sexo na cultura popular, destacando também a influência de Madonna nesse contexto.                   | [ 96 ]  |
| Madonnabilder: dekonstruktive Ästhetik in den Videobildern Madonnas | 1995 | Nicoläa Grigat                                      | Peter Lang              | Alemão     | 120     | ISBN 978-3-631-49074-7 OCLC 908128209 | Destaca as influências e a estética da artista.                                                                                          | [ 97 ]  |
| Madonna: The Lady                                                   | 1997 | Lee McLaren Virginie Gravier Olivier Ragasol-Barbey | Les Éditions du Félin   | Francês    | 249     | ISBN 978-2-866-45267-4 OCLC 41132561  | Classifica Madonna como uma figura revolucionária, destacando a complexidade de sua personalidade.                                       | [ 98 ]  |
| Madonna: de vele gezichten van een popster                          | 1999 | Hannah Bosma Patricia Pisters                       | Prometheus Global Media | Neerlandês | 204     | ISBN 978-9-053-33699-1 OCLC 237360096 | Enfatiza a cantora como uma representante do feminismo.                                                                                  | [ 99 ]  |
| Madonna: de stem van een generatie                                  | 2001 | Kurt Jaspers Gust de Meyer Dirk Timmerman           | Garant                  | Neerlandês | 103     | ISBN 978-9-044-11176-7 OCLC 902236056 | Analisa a relevância cultural de Madonna, destacando seu impacto na música.                                                              | [ 100 ] |
| Madonna                                                             | 2005 | Anne Bleuzen                                        | K&B                     | Francês    | 144     | ISBN 978-2-915-95703-7 OCLC 469946259 | Inclui fotografias tiradas por Helmut Newton, Wayne Maser e Peter Lindbergh.                                                             | [ 101 ] |
| Madonna: L'icône de la Pop                                          | 2006 | Arnaud Babion-Collet                                | Éditions de la Lagune   | Francês    | 192     | ISBN 978-2-849-69011-6 OCLC 76949595  | O autor entrevistou pessoas que trabalharam com Madonna.                                                                                 | [ 102 ] |
| Madonna                                                             | 2006 | Gianluigi Valerio                                   | Coniglio Editore        | Italiano   | 145     | ISBN 978-8-888-83398-9 OCLC 955589975 | Livro sobre a discografia de Madonna. | [ 103 ] |
| Madonna on stage                                                    | 2007 | Frédéric Gillotteau                                 | Editions Why not        | Francês    | 287     | ISBN 978-2-916-61106-8 OCLC 495362866 | Apresenta fotografias dos espetáculos de Madonna que foram assistidos pelo autor.                                                        | [ 104 ] |
| Madonna und wir : Bekenntnisse                                      | 2008 | Kerstin Grether Sandra Grether                      | Suhrkamp Verlag         | Alemão     | 399     | ISBN 978-3-518-45992-8 OCLC 236327134 | — | [ 105 ] |
| Madonna absolument!                                                 | 2008 | Erwan Chuberre                                      | Alphée-J.-P             | Francês    | 234     | ISBN 978-2-753-80293-3 OCLC 227153304 | Explora detalhadamente a influência da artista em diversos gêneros musicais.                                                             | [ 106 ] |
| Mad for Madonna. La regina del pop                                  | 2011 | Francesco Falconi                                   | Castelvecchi            | Italiano   | 115     | ISBN 978-8-876-15550-5 OCLC 734056262 | O autor explora como Madonna conseguiu permanecer relevante no cenário musical ao longo dos anos, reinventando continuamente sua imagem. | [ 107 ] |
| Madonah Ha-obesesiah Ha-Homo'it Ha-gedola Mi-Kulan                  | 2019 | Doron braunshtein                                   | Lev Books               | Hebraico   | 35      | OCLC 1099908899                       | — | [ 108 ] |

## Ensaios e outras obras
| Título                                                                 | Ano  | Autor(res)                 | Editora                  | Páginas | Identificadores                       | Notas | Ref(s). |
| ---------------------------------------------------------------------- | ---- | -------------------------- | ------------------------ | ------- | ------------------------------------- | --- | ------- |
| Buscando a Madonna                                                     | 1987 | Enrique Medina             | Editores Milton          | 200     | ISBN 978-9-506-33007-1                | Uma narrativa sobre Lucy, uma jovem que aspirava ser como Madonna. | [ 109 ] |
| The I Hate Madonna Handbook                                            | 1994 | Ilene Rosenzweig           | St. Martin's Press       | 210     | ISBN 978-0-312-10481-8                | Destaca os aspectos desfavoráveis da carreira de Madonna, sendo considerado "divertido" por Rene Rosenzweig, da revista People.                                                        | [ 110 ] |
| You Don't Know Madonna                                                 | 2002 | Jennifer Egan              | Q                        | —       | ISSN 0955-4955 issue 197              | Ensaio publicado na revista Q, em 15 de dezembro de 2002, reflete as percepções do autor sobre Madonna.                                                                                | [ 111 ] |
| Entrepreneurs on a dancefloor                                          | 2006 | Jamie Anderson Martin Kupp | Business Strategy Review | 28–31   | ISSN 1467-8616                        | Estudo que analisa o sucesso contínuo de Madonna, explorando estratégias de gerenciamento, marketing e práticas empresariais que impulsionaram sua carreira ao longo das décadas.      | [ 112 ] |
| Madonna: Icon of Postmodernity                                         | 2008 | Jock McGregor              | L'Abri                   | 1–8     | ISSN 0836-0219                        | Ensaio sobre a percepção do autor sobre Madonna a partir de uma perspectiva cristã. | [ 113 ] |
| The Neuroscience of Madonna's Enduring Success                         | 2008 | Christopher Bergland       | Psychology Today         | —       | ISSN 0033-3107                        | Artigo escrito por Christopher Bergland analisando a longevidade do sucesso de Madonna.                                                                                                | [ 114 ] |
| Madonna: Who's That Girl                                               | 2010 | Rodrigo Fresán             | RIL Editores             | 343     | ISBN 978-9-562-84782-7 OCLC 888244759 | ensaio incluído no livro Domadores de Historias. Conversaciones con grandes cronistas de América Latina, aborda Madonna como um ícone representativo clássico do conceito Made in USA. | [ 115 ] |
| Madonna's "Isaac"/Madonna's Akeda—A lesson for scholars, old and young | 2015 | David Blumenthal           | The Immanent Frame       | —       | OCLC 1011401653                       | Ensaio no qual David Blumenthal analisa a canção "Isaac", de seu álbum Confessions on a Dance Floor.                                                                                   | [ 116 ] |
| Justify Madonna? Star, fans et genre                                   | 2017 | François Ribac             | Téraèdre                 | 1–12    | —                                     | Artigo que analisa Madonna e sua base de fãs. | [ 117 ] |